# Heinrich Lachmund
Heinrich Conrad August Lachmund (* 6. September 1875 in Wolfenbüttel; † 4. März 1952 ebenda) war ein deutscher evangelisch-lutherischer Pfarrer.

## Leben
Heinrich Lachmund wurde 1875 in Wolfenbüttel geboren. Sein Vater war Pfarrer an der dortigen Johanniskirche und nachfolgend Superintendent. Lachmund studierte evangelische Theologie in Greifswald, Erlangen und Göttingen. Er wurde 1903 ordiniert und hatte anschließend von 1905 bis 1915 eine Pfarrstelle in Riddagshausen bei Braunschweig inne. Von 1915 bis 1927 war er Pfarrer in Braunlage und von 1934 bis 1946 Pfarrer an der Lutherkirche in Blankenburg (Harz).
Gemeinsam mit dem Braunschweiger Domprediger Karl von Schwartz gab Lachmund von 1927 bis 1941 die Kirchenzeitung Ruf und Rüstung – Braunschweiger Blätter zum kirchlichen Aufbau im Geiste Luthers heraus. Das Blatt war das Organ der kirchlichen Rechten und wurde in der Verlagsbuchhandlung Hellmuth Wollermann am Bohlweg in Braunschweig gedruckt. Lachmund publizierte darin theologische und zeitkritische Artikel. In der Kirchlichen Umschau kommentierte er die kirchlichen Ereignisse in der Braunschweigischen Landeskirche. Der sozial engagierte Lachmund trat bereits vor der nationalsozialistischen Machtergreifung wegen der Wirtschaftspolitik Alfred Hugenbergs aus der DNVP aus. Nach 1933 geriet er in Konflikt mit den nationalsozialistisch geprägten Deutschen Christen und wurde im November 1933 Mitbegründer und bis 1938 Vorsitzender des Braunschweigischen Pfarrernotbundes, dem 61 Pfarrer der Landeskirche beitraten. Er nahm im Mai 1934 an der konstituierenden Barmer Bekenntnissynode der Bekennenden Kirche und im Oktober an der Bekenntnissynode in Berlin-Dahlem teil. Anfang 1934 wurde Lachmund im Rahmen eines „skandalösen“ Dienststrafverfahrens durch den neuen Landesbischof Wilhelm Beye suspendiert. Dessen Nachfolger Helmuth Johnsen hob die Strafe 1935 auf und setzte Lachmund wieder in seine Blankenburger Pfarrstelle ein. Lachmund tolerierte kritisch die mittlere Linie der Kirchenpolitik Johnsens. Er war 1937 und 1938 Vertreter der braunschweigischen Landeskirche im Rat der Evangelisch-Lutherischen Kirche Deutschlands.
Auch nach Ende des Zweiten Weltkriegs blieb Lachmund einer der Exponenten der braunschweigischen Bekenntnisgemeinschaft. Sein Wunsch einer personellen Neuaufstellung der Kirchenleitung nach 1945 erfüllte sich nicht. Er ging 1946 in den Ruhestand und schrieb eine Darstellung des braunschweigischen Kirchenkampfes, die von Ottmar Palmer fertiggestellt wurde. Lachmund starb im März 1952 im Alter von 76 Jahren in Wolfenbüttel.
Laut Dietrich Kuessner galt Lachmund als „hartnäckiger, einflußreicher theologischer Kopf in der Braunschweiger Pfarrerschaft.“